# Marthe Zambo
Marthe Zambo, född 14 maj 1947 i Ébolowa, är en kamerunsk sångerska.

## Diskografi, i urval
- Marthe Zambo
- Bikolo
- Ret Our De La Reine
- Africa Women, tillsammans med Bebey Manga, Nono Flavie och Beko Sadey